# 康斯坦丁·斯泰雷亚
康斯坦丁·斯泰雷亚（羅馬尼亞語：Constantin Sterea，1951年1月2日—），罗马尼亚男子排球运动员。他曾代表罗马尼亚国家队参加1980年夏季奥林匹克运动会排球比赛，获得一枚铜牌。